# Federica Sosio
Federica Sosio (* 4. Juli 1994 in Sondalo) ist eine ehemalige italienische Skirennläuferin.

## Biografie
Sosio absolvierte im Dezember 2009 erstmals ein FIS-Rennen; im Riesenslalom von Ratschings belegte sie Platz 59. Ihr Debüt im Europacup gab sie im Dezember 2011, als sie im Riesenslalom von Valtournenche 59. und somit Vorletzte wurde. Ihre ersten Europacuppunkte sammelte Sosio als 30. in der Super-Kombination von Sella Nevea im Februar 2012. Am 16. Februar 2015 konnte sie ihren ersten Podestplatz im Europacup erreichen; im Super-G von Davos wurde sie Zweite. Am 22. Februar 2015 gab sie im Slalom von Kranjska Gora schließlich auch ihr Weltcupdebüt. Im März 2015 gewann sie bei den Juniorenweltmeisterschaften in Hafjell die Goldmedaille im Super-G.
Ihre ersten Weltcuppunkte holte Sosio im Februar 2017 in der Kombination von Crans-Montana, wo sie Zehnte wurde. Den Kombinationsweltcup 2016/17 beendete sie auf dem 24. Platz.
Nach einer Verletzung, die sie sich bei einem Sturz in Garmisch-Partenkirchen 2019 zugezogen hat, verlor sie den Anschluss zur Weltspitze und erklärte nach der Saison 2021/22 ihren Rücktritt.

## Erfolge

### Weltcup
- 1 Platzierung unter den besten zehn

### Europacup
- Saison 2014/15: 7. Super-G-Wertung
- Saison 2016/17: 4. Kombinationswertung, 10. Abfahrtswertung
- 3 Podestplätze

### Juniorenweltmeisterschaften
- Roccaraso 2012: 10. Kombination, 23. Slalom, 29. Super-G, 52. Riesenslalom
- Jasná 2014: 23. Abfahrt, 23. Super-Kombination, 29. Super-G
- Hafjell 2015: 1. Super-G, 4. Super-Kombination, 9. Abfahrt

### Weitere Erfolge
- 2 Siege in FIS-Rennen